# Cima Bianca Grande
La Cima Bianca Grande (3.281 m s.l.m. - Hohe Weiße in tedesco) è una montagna delle Alpi Venoste nelle Alpi Retiche orientali. Appartiene al Gruppo Tessa. Si trova in Alto Adige.

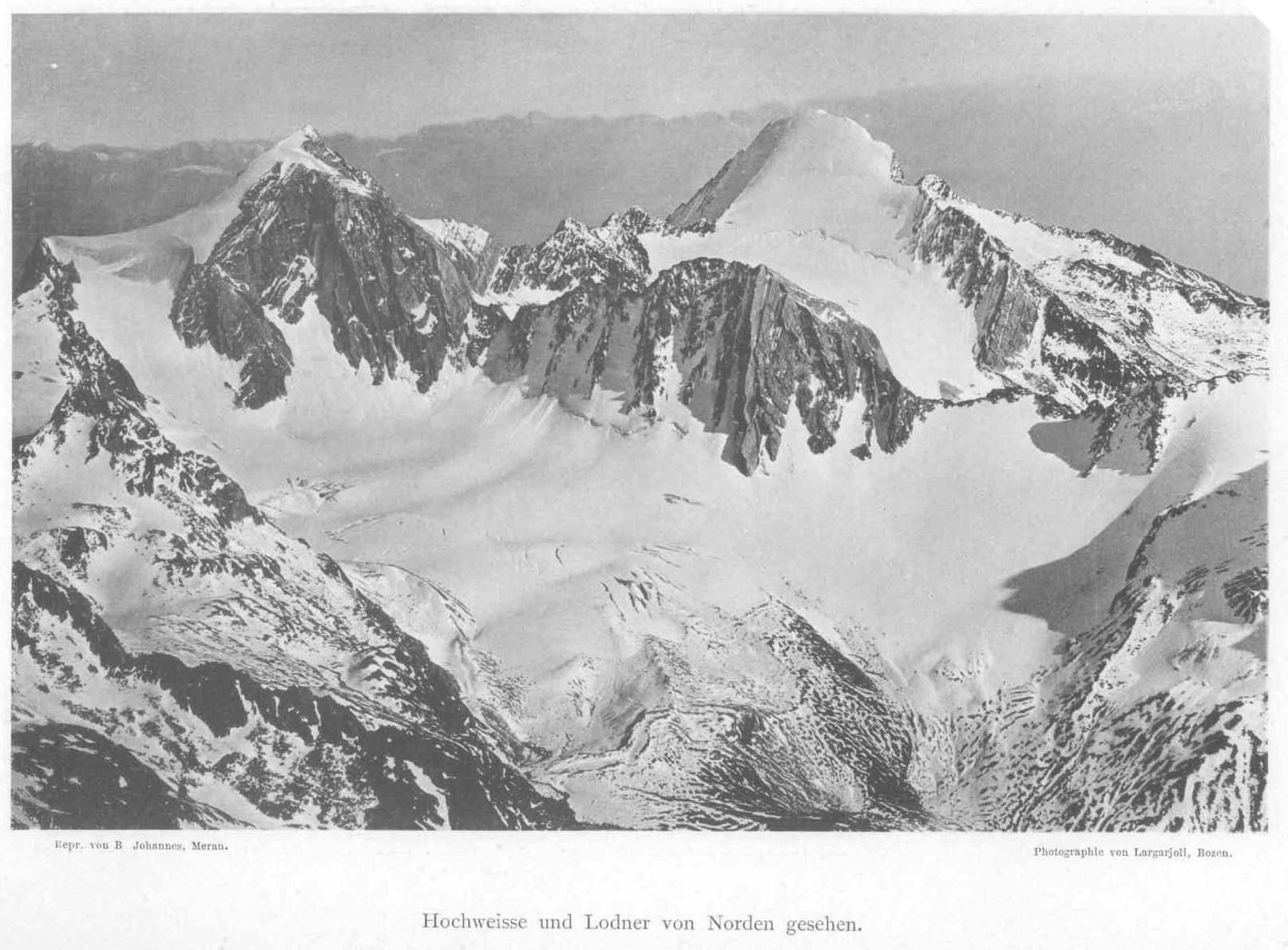
La Cima Bianca Grande (a sinistra) e la Cima Fiammante (a destra) viste da nord.